# Ariën van Weesenbeek
Ariën van Weesenbeek (ur. 17 maja 1980) – holenderski perkusista i wokalista. Absolwent Konserwatorium w Rotterdamie. Ariën van Weesenbeek znany jest przede wszystkim z występów w grupie muzycznej Epica, której jest członkiem od 2007 roku. Wraz z zespołem nagrał m.in. trzy albumy studyjne: The Divine Conspiracy (2007), Design Your Universe (2009) oraz Requiem for the Indifferent (2012). Jest także członkiem grupy Down Till Dawn, HDK i Mayan. Poprzednio grał w deathmetalowych zespołach God Dethroned, Edgecrusher i Pandaemonium. Jako muzyk sesyjny współpracował także z zespołami Imperia i Delain.

## Dyskografia
- God Dethroned - Into the Lungs of Hell (2003, Metal Blade Records)
- Edgecrusher - Impressions of Mankind (2003, wydanie własne)
- God Dethroned - The Lair of the White Worm (2004, Metal Blade Records)
- Imperia - The Ancient Dance of Qetesh (2004, Ebony Tears)
- God Dethroned - The Toxic Touch (2006, Metal Blade Records)
- Delain - Lucidity (2006, Roadrunner Records)
- Epica - The Divine Conspiracy (2007, Nuclear Blast)
- HDK - System Overload (2009, Season of Mist)
- Epica - Design Your Universe (2009, Nuclear Blast)
- Mayan - Quarterpast (2011, Nuclear Blast)
- Epica - Requiem for the Indifferent (2012, Nuclear Blast)